# Android-подобная операционная система
Android-подобная операционная система (иногда — оболочка Android) — операционная система на базе Android, форк Android. Зачастую такие системы разрабатываются и поддерживаются производителями смартфонов для использования в своих продуктах. Отличаются от Android не только графическим интерфейсом, но и расширенной или изменённой функциональностью. Разработчики могут также вырезать, сильно изменить или добавить новые библиотеки в исходный код конечного продукта, а также закрыть его.

## Исходный код
В большинстве случаев исходный код оболочек и Android-подобных систем открыт, но существуют и проекты с закрытым исходным кодом, например, Remix OS.
Для создания прошивок под различные устройства производители используют как свои фирменные оболочки, так и обычный AOSP, также производитель может заключить партнёрство с Google и использовать только AOSP в качестве базы для прошивок под свои устройства или определенную линейку устройств.
Лицензирование
Проект Android Open Source Project является свободным и исходный код проекта распространяется по лицензии свободного ПО, то есть его можно использовать, модифицировать и распространять как в коммерческих целях, так и в некоммерческих, но сам бренд “Android” является зарегистрированным товарным знаком Google и использовать его в названии своего продукта нельзя. Также Google Play Сервисы являются проприетарным ПО и требуют обязательного лицензирования по особым условиям, например, указание надписи “Powered by Android” на загрузочном экране системы или размещения магазина Google Play на первом экране рабочего стола.
Начиная с августа 2019 года Google для лицензирования сервисов Google Play для прошивок большинства новых устройств, продаваемых на европейских и американских рынках, ввела особые требования: обязательное использование приложений от Google, например «Телефон», «Контакты», «Календарь» и внедрение Google Discover в прошивку. Производители обязаны следовать этим требованиям, несмотря на то, что внедрение этих компонентов может вступать в конфликт с оригинальными компонентами операционных систем на базе Android.

## Список систем и оболочек

### Архитектура ARM

#### Операционные системы
- AliOS
- Color OS
- CyanogenMod
- Fire OS
- Flyme OS
- Funtouch OS
- Harmony OS
- HiOS
- Hyper OS
- Lineage OS
- MIUI
- Nothing OS
- Origin OS
- Oxygen OS
- realme UI
- XOS
- Jovi OS
- Салют ТВ
- Яндекс.ТВ
- Яндекс.Кит

#### Оболочки Android
- EMUI
- HTC Sense
- One UI
- TouchWiz
- Samsung Experience
- Magic UI
- TCL UI
- LG Optimus UX
- Moto Blur
- ZenUI

### Архитектура x86

#### Операционные системы
- Remix OS
- Phoenix OS
- Prime OS
- Bliss OS
- Chrome OS поддерживает запуск Android-приложений.